# Ed Ocampo
Ed Ocampo (Pampanga, 5 oktober 1938 – 29 juli 1992) was een Filipijns basketbalspeler en -coach.

## Biografie
Ed Ocampo werd geboren op 5 oktober 1938 in de Filipijnse provincie Pampanga. Hij was een van vier kinderen van architect Fernando Ocampo en Lourdes Magdangal. Tijdens zijn middelbareschooltijd probeerde Ocampo om voor het jeugd-basketbalteam van de Ateneo de Manila University geselecteerd te worden. Hij werd echter afgewezen wegens zijn geringe lengte. Het voetbalteam haalde hij daarop echter wel. In dat team was hij redelijk succesvol. Ocampo werd op 17-jarige leeftijd geselecteerd voor het Filipijns voetbalelftal dat in 1956 meedeed aan wedstrijden in Zuid-Korea en Spanje. Een blessure maakte echter een voortijdig einde aan zijn voetbalcarrière. Na zijn herstel slaagde hij er in 1957 wel in om geselecteerd te worden voor de Ateneo Blue Eagles. In 1957 en het daaropvolgende jaar won hij als aanvoerder van dat team de universiteitscompetitie NCAA .
Na zijn afstuderen in 1959 speelde hij van 1960 tot en met het seizoen 1974 voor de YCO Painters in de MICAA, de belangrijkste Filipijnse basketbalcompetitie van de tijd. In 1960 veroverde hij met het team het kampioenschap. In 1974 beëindigde Ocampo zijn loopbaan als speler om verder te gaan als coach van de YCO Painters. Na drie jaar gewerkt te hebben als coach van YCO stapte hij in 1979 over naar de Philippine Basketball Association (PBA). In deze professionele competitie was hij coach van de Royal Tru-Orange, de Toyota Tamaraws en de Pepsi Hotshots. Met Royal Tru-Orange won hij in 1979 de PBA Open. Deze prestatie herhaalde hij in 1981 en 1982 met Toyota. In dat laatste jaar won hij bovendien met zijn team de Reinforced Filipino Conference.
Van 1959 tot 1972 maakte Ocampo regelmatig deel uit van het Filipijns nationaal basketbalteam. In 1960 won Ocampo met de Filipijnen de Aziatische Spelen in Manilla. later herhaalde hij deze prestatie met het nationaal team bij de edities van 1963 (Taipei) en in 1967 (Seoul). Bij de edities van 1965 (Taipei) en 1971 (Tokio) won hij met de Filipijnen zilver en in 1969 (Bangkok) werd een bronzen medaille behaald. Ocampo was met het Filipijns team ook driemaal deelnemer van de Olympische Spelen: de Olympische Spelen van 1960 in Rome, de Olympische Spelen van 1968 in Mexico en de Olympische Spelen van 1972 in München.
Ocampo overleed in 1992 op 53-jarige leeftijd. Hij was getrouwd met Maria Lourdes Trinidad.